# Empis tessellata
Espèce
L'empis marqueté (Empis tessellata) est une espèce d'insectes diptères (comme les mouches, moustiques, taons, syrphes), de la famille des Empididae.

## Description
D'une longueur d'environ 1 à 1,2 cm, cette mouche aux longues pattes a une tête presque sphérique munie d'une trompe effilée orientée vers le bas. L'abdomen est arqué.

## Distribution
C'est une espèce indigène d'Europe et d'Asie.

## Biologie
Cette mouche vit dans les prés et dans les haies. Les larves vivent dans la terre.
L'imago vole d'avril à août, chasse d'autres mouches et des insectes mais se nourrit aussi de nectar notamment d'apiacées (ombellifères). 